# یواس‌اس لنسینگ (دی‌ئی-۳۸۸)
یواس‌اس لنسینگ (دی‌ئی-۳۸۸) (به انگلیسی: USS Lansing (DE-388)) یک کشتی بود که طول آن ۳۰۶ فوت (۹۳ متر) بود. این کشتی در سال ۱۹۴۳ ساخته شد.